# Lara Tomassi
Lara Stefania Tomassi Bogarín (Asunción, 11 de junio de 1985) es una comunicadora, actriz y modelo de alta costura de nacionalidad paraguaya.

## Biografía
Nació en Asunción, capital de la República del Paraguay, el 11 de junio de 1985. Sus padres Mario Tomassi (ingeniero) y Susana Bogarín (Psicóloga clínica y comunitaria) dieron a Lara y sus hermanos Olivia Tomassi (psicóloga y médica) Mateo Tomassi (cocinero) la fe a ciegas en que sus hijos debían ejercer sus sueños y convertirlos en trabajos diarios. Es así como Lara migra a un pensamiento de construir un personaje en sí misma que opte por la versatilidad para fusionarse con sus pasiones y talentos. Licenciada en Ciencias de la Comunicación de la Universidad Católica "Nuestra Señora de la Asunción". Aunque las palabras siempre dominaron la vida de la comunicadora, el talento se despierta dentro de las artes escénicas y el modelaje en alta costura, abriéndole un mundo de posibilidades a la exposición del mundo laboral. 

Empecé cursando Filosofía, poco tiempo después me cambié a la de Ciencias de la Comunicación en la Universidad Católica, donde terminé la carrera. En paralelo y desde lo 16 años, asistí a clases de actuación, primero en El Estudio, de Agustín Núñez; y luego, seguí la carrera de Actuación en el Taller Integral de Actuación (TIA), de Juan Carlos Maneglia y Tana Schémbori”.
Lara Tomassi 

Su relación con la moda se remonta a una etapa de su niñez, momento en el que también soñaba con ser actriz de telenovelas. “Como en ese tiempo no tenía edad para que mis papás me llevaran a una escuela de actuación, vi, por medio de los desfiles, que era lo más cercano a una interpretación. Empecé a desfilar a los 11 y lo sigo haciendo. Nunca me preocupé por las prendas ni los peinados que mostraba, porque justamente me gusta jugar con el lenguaje corporal”

## Vida personal
La vida laboral le llevó a conocer a muchas personas, entre ellas, su exmarido Chiche Corte (locutor de Radio y Tv). Tras 2 años de noviazgo, Chiche Corte y Lara Tomassi contrajeron matrimonio en diciembre de 2013. Los primeros rumores de separación comenzaron en 2015, pero no fue sino hasta 2017 que la pareja decidió poner fin a la relación manteniendo una amistad en buenos términos. Actualmente Lara disfruta de la vida con su compañero Nano Guerreros.

## Radio y Teatro
- Radio FM - Animales de Radio (2004)
- Radio FM - A mil kilómetros del mar (2005)
- Radio FM - Rompiendo las Horas (2005)
- Teatro - Miss Rostro Sagrado (2016)
- Teatro - El Club de las Feas (2018)
- Teatro - Arroz con Leche (2019)